# Tempio votivo

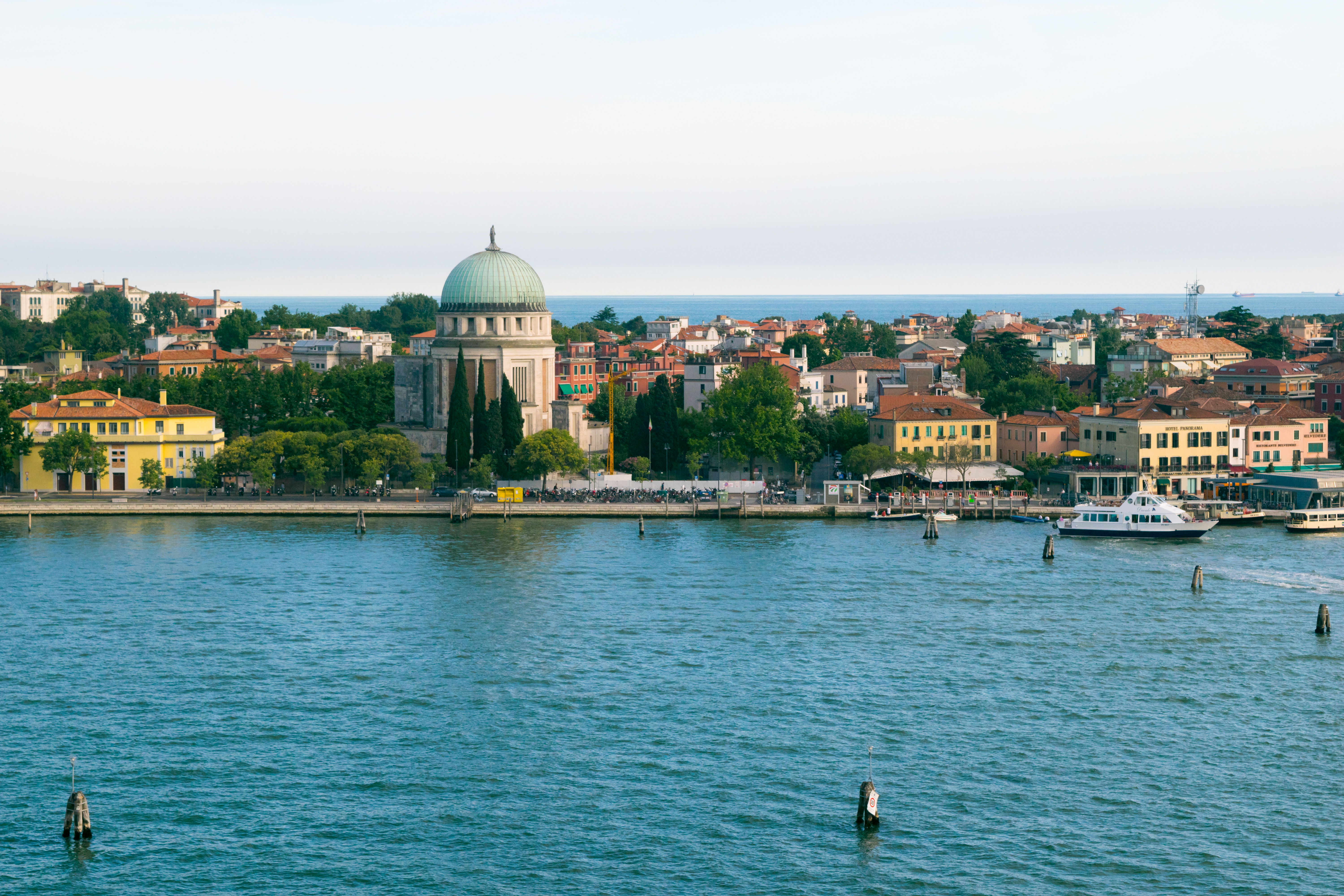
Lido di Venezia met Tempio votivo te herkennen aan de koperen koepel

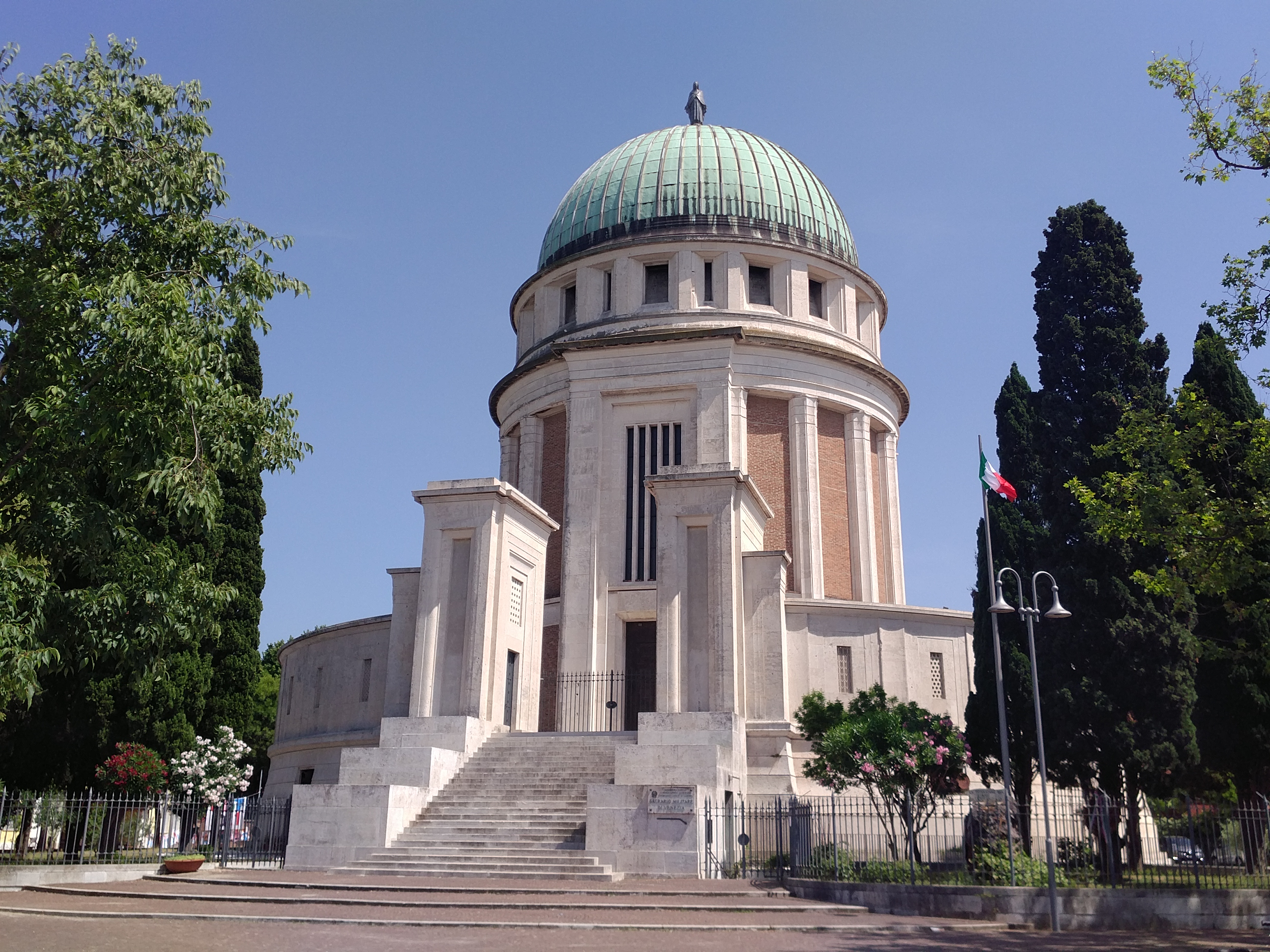
Ingang van de kerk

De Tempio votivo (20e eeuw), ook genoemd Tempio Ossario del Lido di Venezia, of ook met officiële naam Chiesa di Santa Maria Immacolata, is een gedachteniskerk van de twee Wereldoorlogen. De Tempio votivo staat in Venetië, hoofdstad van de Noord-Italiaanse regio Veneto, en meer bepaald op de oevers van de Lido di Venezia.
De kerk is toegewijd aan de Onbevlekte Ontvangenis van Maria en is eigendom van het ministerie van Defensie in Rome.

## Historiek
De architect van de Tempio votivo was de Venetiaan Giuseppe Torres (1872-1935). Er werd aan gebouwd van 1925 tot 1936. Nadien, in 1938, werd een Madonnabeeld geplaatst op de koepel. Dit beeld wordt Madonnina genoemd en is het werk van Giuseppe Zanetti (1891-1967), een beeldhouwer uit Vicenza. De crypte werd als zodanig afgewerkt in de jaren 1960. Restauratiewerken vonden plaats van 2016 tot 2019. Na de restauratie werd op de bovenste verdieping een educatief centrum over de wereldoorlogen geopend.

## Militairen
In totaal zijn er meer dan 3.900 militaire slachtoffers van de beide wereldoorlogen begraven.
Van de Eerste Wereldoorlog betreft het 2.691 gesneuvelden; zij stierven in Noord-Italië. Hun stoffelijk overschot werd in de jaren 1920 van verschillende militaire kerkhoven overgebracht naar de Tempio votivo. Van de meesten gaat het om beenderen die in het ossuarium bewaard zijn. Daarnaast zijn er 403 onbekende soldaten en 108 oud-strijders begraven. De bekendste oorlogsheld in de Tempio votivo is Nazario Sauro (1880-1916). Sauro was een Oostenrijks staatsburger, Italiaanstalig, in Istrië dat behoorde tot het Oostenrijkse Küstenland. Hij sloot zich als vrijwilliger aan bij de Koninklijke marine van Italië, doch de Oostenrijkers namen hem gevangen. Sauro werd opgehangen. Zijn patriotisme wordt in Italië geëerd.
Na de Tweede Wereldoorlog kwamen daar nog 449 gesneuvelden bij, plus 110 onbekende soldaten en 58 oud-strijders. De meeste slachtoffers vielen in Veneto. Nochtans zijn er verschillende militairen overgebracht van slagvelden in Griekenland, Albanië en Joegoslavië.